# Torre Fico
Torre Fico – wieża obronna znajdująca się w San Felice Circeo, wybudowana w 1563 roku. Jest pierwszą z wież zbudowanych wzdłuż wybrzeża w tej okolicy.

## Historia
Budowę rozpoczęto na zlecenie papieża Piusa IV. W roku 1726 przeprowadzono pierwsze prace renowacyjne, w których skład wchodziło wzmocnienie placu apelowego oraz balustrad. W wyniku ataku angielskiej fregaty, wieża została zdobyta, a później wysadzona. W roku 1816 papież Pius VII nakazał odbudowanie jej i rok później prace zostały zakończone.  W 1943 roku stacjonowała tam niewielka grupa Królewskiej Marynarki Wojennej. 

## Konstrukcja
Wieża jest okrągła. Składa się z dwóch kondygnacji i placu apelowego. Wejście prowadzi przez most zwodzony.